# ارهان امري
ارهان امري (بالألمانية: Erhan Emre)‏ (و. 1978 – م) هو ممثل، ومخرج سينمائي، وكاتب سيناريو، ومنتج أفلام من ألمانيا. ولد في برلين.

## وصلات خارجية
- ارهان امري على موقع IMDb (الإنجليزية)
- ارهان امري على موقع ألو سيني (الفرنسية)
- ارهان امري على موقع أول موفي (الإنجليزية)
- ارهان امري على موقع قاعدة بيانات الفيلم (الإنجليزية)
- ارهان امري على موقع كينوبويسك (الروسية)